# BESTie
BESTie（ベスティ、朝: 베스티）は、かつて活動していた韓国の女性アイドルグループ。2013年7月12日デビュー。YNBエンターテインメント所属。

## 来歴
ヘヨン、ユジ、ヘリョンの3人は、結成以前に別の事務所で「EXID」というアイドル・グループで活動していた。2012年4月30日、3人がEXIDを脱退し、その後ヘリョンはしばらくの間、女優として芸能活動を続ける。2013年7月、3人に加えて、以前からガールグループのメンバーの間ではダンスの実力が話題になっていたメインラッパーであるダヘが加入し、「BESTie」が結成された。グループ名「BESTie」は親友（Best Friend）の略語に由来する。
2013年

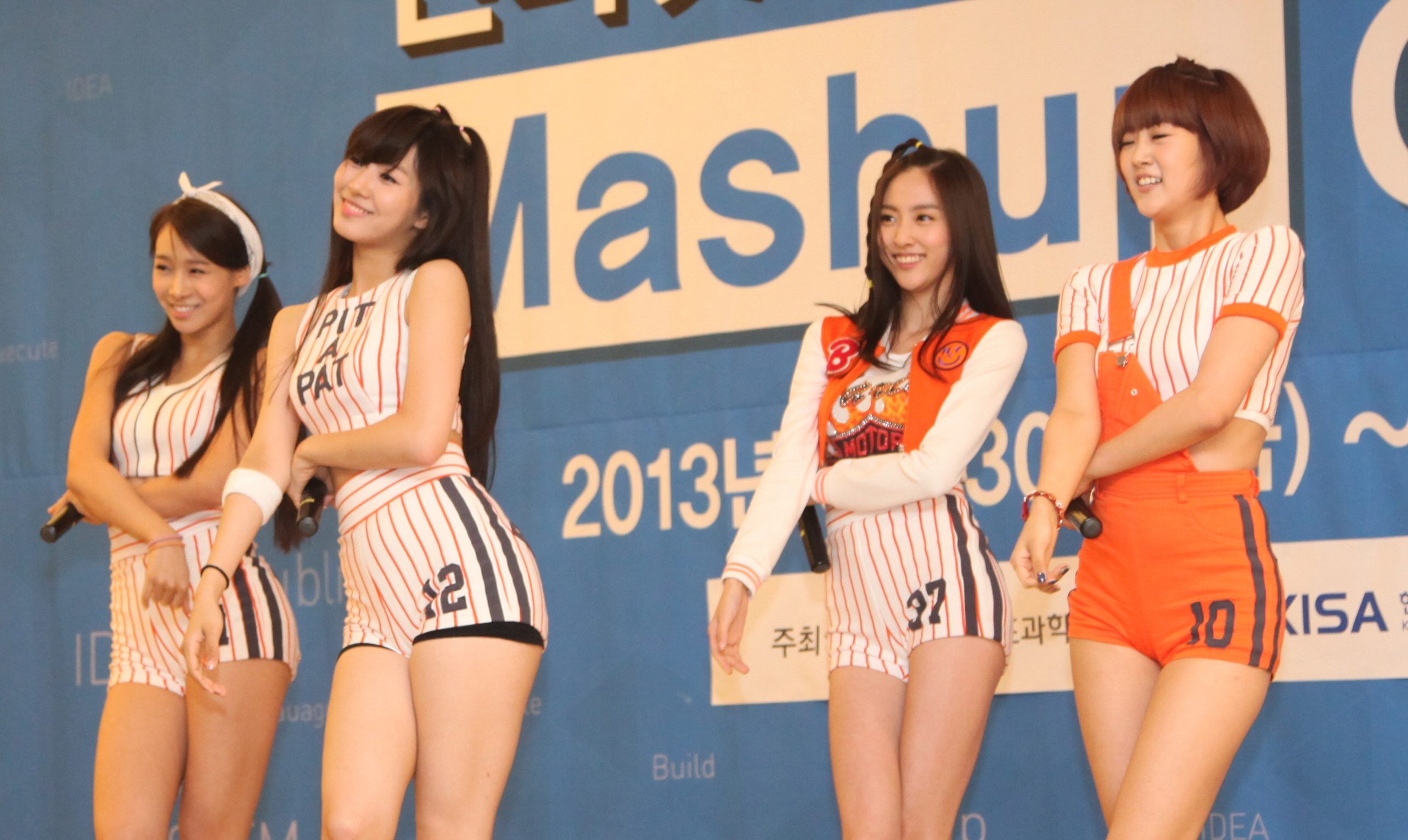
2013年8月31日，BESTie at Mashup Camp 2013　にて

- 7月12日、作曲家Super Changddai、Will Simms、Tom Havelockがプロデュースを務めたデジタルシングル「두근두근（ドキドキ）」でデビュー。この曲のミュージックビデオに2AMのチョグォンや飲酒運転で自粛中だったお笑い芸人ユ・セユンが出演したことで注目を集めた。9月20日、SBSのモノマネ歌番組「スターフェイスオフ」に出演し、他の人気若手歌手たちを抑えて1位を獲得した[2]。

- 10月17日、ヒットメーカーである「勇敢な兄弟」が作詞、作曲、プロデュースした、2ndデジタルシングル「연애의 조건 (恋愛の条件)」をリリース。

2014年

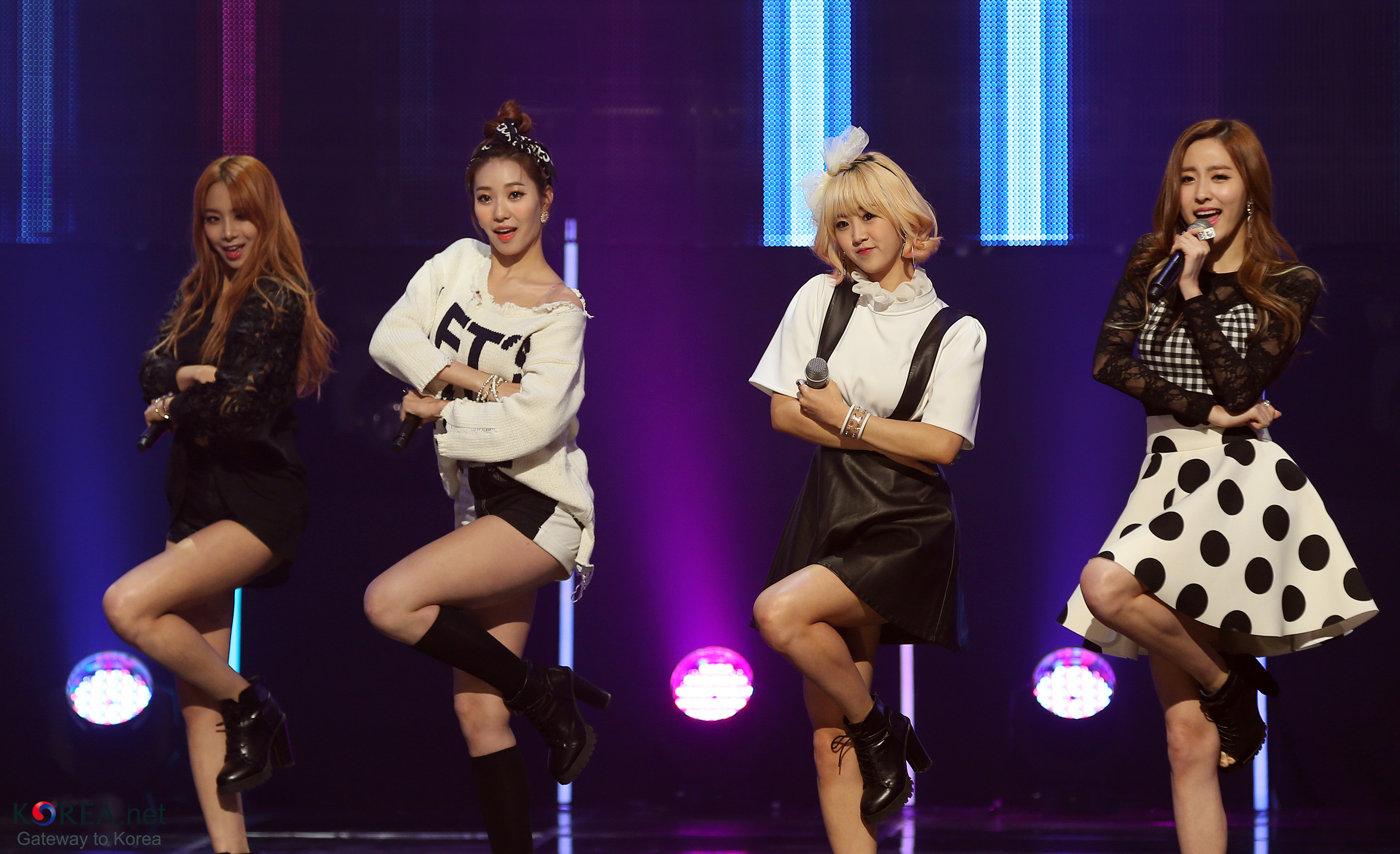
2014年3月6日，M!Countdownでの"Thank U Very Much" カムバックステージ

- 2月28日、「イダンヨプチャギ(二段横蹴り)」の手による、3rdデジタルシングル「Thank U Very Much」をリリース。レトロなギター演奏とヒップホップのリズムが調和した独特なナンバー。

- 7月11日、デビュー1周年に合わせてファンに感謝する気持ちを込めてスペシャルシングル「Like a star」をリリース[3]。

- 7月28日、デビュー1年目にして初のミニアルバム「Hot Baby」をリリース。8月9日、ミニアルバムのデジタルリパッケージ「니가 필요해 (I Need You)」をリリース。「니가 필요해 (I Need You)」はイダンヨプチャギ(二段横蹴り)とHOMEBOYの作品で、この楽曲以外にも1stミニアルバム「Hot Baby」の全曲がリマスタリングされ、デジタル音源だけでリリースされた。

2015年
- 2月17日、ユジとイダンヨプチャギのマイキー(The Channels)とのデュエット曲「너만 봐 (Love Letter)」をリリース。
- 3月10日、ダヘがコメディアンのユ・セユンのプロデュースプロジェクト「家賃ユ・セユン」の"3番目の話"として、「우리 싸웠어 (私たちケンカした)」に参加した。「家賃ユ・セユン」はシンガーソングライターのユン・ジョンシンの音楽プロジェクト「月刊ユン・ジョンシン」のパロディ。
- 5月8日、2ndミニアルバム「Love Emotion」をリリース。メンバーがアルバム企画、衣装、振り付け構成まで参加し、前作同様イダンヨプチャギ(二段横蹴り)とHOMEBOYがプロデュース。
- 9月18日、ユジがソロ曲「걷던 그 길 (歩いたその道)」をリリース。これはヘリョン出演のウェブドラマ「9秒 - 永遠の時間」のOSTで、R&Bシンガーソングライター40(フォーティ)が作詞・作曲・プロデュースに参加。

2017年
- 9月5日、ユジとダヘがYNBエンターテインメントと専属契約を解除しグループを脱退。

2018年
- 9月にYNBエンターテインメントの経営難が確認され、10月にはヘヨンが所属事務所STARENTから新たな出発を告知[4]したことにより事実上解散したと思われる。

## メンバー
| 名前                     | 本名         | 本名     | 本名   | 本名          | 生年月日               | 出身地       | 備考 |
| 名前                     |              | ハングル | 漢字   | 英語          | 生年月日               | 出身地       | 備考 |
| ------------------------ | ------------ | -------- | ------ | ------------- | ---------------------- | ------------ | --- |
| ヘヨン 혜연 Hye Yeon     | カン・ヘヨン | 강혜연   | 姜蕙妍 | Kang Hye-Yeon | 1990年12月8日（34歳）  | 仁川広域市   | - ポジション：リーダー / リードボーカル - キューブエンターテインメント練習生出身。 - EXIDの元メンバー。なおEXID在籍時は「ダミ」という芸名で活動していた。 - 事務所移籍後はトロット歌手として本名で活動している。 |
| ヘリョン 해령 Hae Ryeong | ナ・ヘリョン | 나해령   | 羅海嶺 | Na Hae-Ryeong | 1994年11月11日（30歳） | ソウル特別市 | - ポジション：サブボーカル - キューブエンターテインメント練習生出身。 - EXIDの元メンバー。 - 子役俳優として活動していた。 - ドラマ「私の心は花の雨」(2016年)に主役として出演。 |
| ユジ 유지 U JI           | チョン・ユジ | 정유지   | 鄭有智 | Jung Yoo-Ji   | 1991年1月2日（34歳）   | ソウル特別市 | - ポジション：メインボーカル - JYPエンターテインメント、キューブエンターテインメント練習生出身。 - EXIDの元メンバー。 - ボイストレーナーやアカデミーの講師になることが夢だった。 - JYPエンターテインメント在籍時にSecretのジウン、SISTARのヒョリンとの3人組グループでデビューが計画されていた。 - 2017年9月5日、事務所との専属契約を解除しグループを脱退。 - 2017年12月15日、CUROホールディングスと専属契約を締結。 |
| ダヘ 다혜 Da Hye         | ソン・ダヘ   | 송다혜   | 宋多惠 | Song Da-Hye   | 1993年6月12日（31歳）  | 仁川広域市   | - ポジション：メインラッパー - ギャグ担当、ムードメーカー、ニックネームは「ソンジュンマ（ソンおばさん）」。 - 2017年9月5日、事務所との専属契約を解除しグループを脱退。 |

## ディスコグラフィ

### ミニアルバム
| No. | タイトル                    | 収録曲 |
| 1st | Hot Baby (2014年7月28日)    | 1. Hot Baby 2. 별처럼 (星のように / Like A Star) 3. 롤러걸 (Roller Girl) 4. I'm So Into You 5. Thank U Very Much 6. 연애의 조건 (恋愛の条件 / Love Options) 7. 두근두근 (ドキドキ / Pit-a-Pat) (Remix) |
| 2nd | Love Emotion (2015年5月8日) | 1. Excuse Me 2. Hush Baby 3. 싱글베드 (Single Bed) 4. I'm So Fine (Feat.アルメン) 5. 이런 날 (こんな日) 6. Excuse Me (Inst.)                                                                           |

### シングル
- 두근두근 (ドキドキ) (2013年7月12日)
- 연애의 조건 (恋愛の条件) (2013年10月17日)
- 짱 크리스마스 (Zzang Christmas) (2013年12月17日)
- Thank U Very Much (2014年2月28日)
- 별처럼 (Like A Star) (2014年7月11日)
- 니가 필요해 (I Need You) (2014年8月29日)

### ソロ
- ユジ 「걷던 그 길 (歩いたその道 / Autumn Leaves)」 (2015年9月18日)

### OST
- 2015年：ウェブドラマ「9秒 - 永遠の時間」 - 「걷던 그 길 (歩いたその道 / Autumn Leaves)」 - ユジ
- 2016年：ゲーム「다시 만나는 세계 (再び会う世界) - 검과마법 (剣と魔法) for Kakao -」 - 「새로운 세계 (新しい世界)」 - ユジ
- 2017年：tvNドラマ「サークル：繋がった二つの世界」 - 「Alive」 - ユジ
- 2017年：tvNドラマ「この人生は初めなので」 - 「별 그림」 - ユジ

### Official Video
| Links |
| - 두근두근 (ドキドキ) - 두근두근 (Dance Practice) - 연애의 조건 (恋愛の条件) - 연애의 조건 (Dance Practice) - 짱 크리스마스 (Zzang Christmas) - THANK U VERY MUCH - THANK U VERY MUCH (Dance Practice) - 별처럼 (Like A Star) - Hot Baby - Hot Baby (Dance Practice) - 니가 필요해 (I Need You) (Dance Practice) - 너만 봐 (Love Letter) - Excuse Me - Excuse Me (Dance Practice Eye Contact ver.) - 걷던 그 길 (歩いたその道) |

## 出演

### ドラマ
- 2002年：KBS 2TV 「マジックキッド・マスリ」 - ヘリョン
- 2002年：EBS 「学校物語」 - ヘリョン
- 2006年：KBS 2TV 「四捨五入3」 - ヘリョン
- 2013年：tvN 「ナイン 〜9回の時間旅行〜」 - ヘリョン (ハン・ソラ役)
- 2014年：KBS 2TV 「きれいだ！オ・マンボク」 - ヘリョン (オ・スンボク役)
- 2014年：KBS 2TV 「ハイスクール：ラブオン」 - ヘリョン (イ・イェナ役)
- 2014年：SBS 「僕にはとても愛らしい彼女」 - ヘリョン (ユ・ラウム役)
- 2015年：Mnet 「The Lover」第6話 - ヘリョン
- 2015年：KBS 2TV 「プロデューサー」第9話 - ヘリョン (ユナ役)
- 2015年：ウェブ 「9秒 - 永遠の時間」 - ヘリョン (ユ・ソラ役)
- 2015年：ウェブ 「25愛の病棟」 - ヘリョン (ナ・サラン役)
- 2015年：MBC 「ママ」第29話〜 - ヘリョン (ジュヒ役)
- 2016年：KBS 2TV 「私の心は花の雨」 - ヘリョン (チョン・コッニム役)
- 2017年：ウェブ 「宇宙の星が」 - ヘリョン (ヨン・ソリ役)
- 2017年：ウェブ 「オー！ 半地下の女神たちよ」 - ヘリョン (ジスン役)
- 2017年：SBS 「イ判サ判」 - ヘリョン (チン・セラ役)

### 映画
- 2003年：「黄山ヶ原(ファンサンボル)」 - ヘリョン (ケベクの上の娘)
- 2004年：「シシルリ(時失里)2km」 - ヘリョン (保育院生役)
- 2010年：「ササゴンゴン (사사건건 / 四事件件 / Nice Shorts)」(オムニバス映画 Episode「息子の女」) - ヘリョン

### ミュージックビデオ
- 2013年：D-UNIT 「얼굴보고 얘기해 (Talk To My Face)」 - ヘリョン
- 2013年：40(Forty) 「봄을 노래하다 (Sing the spring)」 - ヘリョン
- 2014年：ソン・ホンス 「다녀오겠습니다 (Go and come back)」 - ヘヨン、ヘリョン
- 2014年：New Champ 「야하게 (YAHAGE)」 - ユジ
- 2014年：ペク・チヨン 「여전히 뜨겁게 (Still in Love)」 - ヘリョン
- 2014年：High4 「뱅뱅뱅 (Headache)」 - ヘリョン
- 2015年：NOEL 「목소리 (Your Voice)」 - ヘリョン
- 2015年：ユジ × The Channels 「너만 봐 (Love Letter)」 - ユジ
- 2015年：ユ・セユン 「우리 싸웠어 (私たちケンカした)」 - ダヘ
- 2015年：ハ・ヤンス 「봄비가 내려요 (Spring Rain)」 - ヘヨン
- 2015年：99 (NINTYNINE) 「그녀가 왔다 (She Came To Me)」 - 全員
- 2015年：Chad Future 「So Good」 - ユジ
- 2015年：ユジ 「걷던 그 길 (歩いたその道)」 - ユジ

### フィーチャリング / デュエット
- 2014年：유승우(ユ・スンウ) 1stアルバム「유승우(ユ・スンウ)」 - #6「권태기 - 연인송 (倦怠期－恋人ソング)」 -  Feat.ヘヨン
- 2015年：ユジ × The Channels 「너만 봐 (Love Letter)」
- 2015年：ユ・セユン 「우리 싸웠어 (私たちケンカした)」 - with ヘヨンof Almeng、ダヘof Bestie
- 2015年：저스트크리켓(Just Cricket) 「환상의케미 (幻想の化学反応)」 - Feat.ヘヨン
- 2015年：Chad Future 2ndミニアルバム「AK-POP」 - #3「So Good」 - Feat.ユジ

### ミュージカル
- 2014年：「フルハウス」 - ユジ (チョン・ヘウォン役)
- 2015年：「ドリームガールズ」 - ユジ (ディナ・ジョーンズ役)

### その他
- MBC every1 「週刊アイドル」 (2014年5月7日) (ユジ未出演)
- Mwave 「MEET & GREET」 (2014年8月14日)
- ARIRANG 「After School Club EP.115」 (2014年11月4日)
- Mwave 「MEET & GREET」 (2015年6月2日)
- JTBC 「ガールスピリット」 (2016年) - ユジ

## 受賞歴
2015年
- 第29回 《Golden Disk Awards》 - アルバム部門ネクストジェネレーション賞

## 関連人物
- カン・ドンウォン-「연애의 조건 (恋愛の条件 / Love Options)」の歌詞の中で、主人公が思い描く理想の男性像として登場する。
- ソン・ヘギョ-「연애의 조건 (恋愛の条件 / Love Options)」の歌詞の中で、"私のことをソン・ヘギョより綺麗だと言ってくれる人”という節がある。